# العلاقات الموريتانية الناوروية
العلاقات الموريتانية الناوروية هي العلاقات الثنائية التي تجمع بين موريتانيا وناورو.

## مقارنة بين البلدين
هذه مقارنة عامة ومرجعية للدولتين:
| وجه المقارنة                                              | موريتانيا                 | ناورو                          |
| --------------------------------------------------------- | ------------------------- | ------------------------------ |
| المساحة (كم2)                                             | 1.03 مليون                | 21                             |
| عدد السكان (نسمة)                                         | 4.42 مليون                | 10.08 ألف                      |
| الكثافة السكانية (ن./كم²)                                 | 4.29                      | 48.00 ألف                      |
| العاصمة                                                   | نواكشوط                   | ضاحية يارين                    |
| اللغة الرسمية                                             | اللغة العربية، لغة فرنسية | اللغة الناورونية، لغة إنجليزية |
| العملة                                                    | أوقية موريتانية، أوقية ‏   | دولار أسترالي                  |
| الناتج المحلي الإجمالي (بليون دولار)                      | 5.02 مليار                | 113.88 مليون                   |
| الناتج المحلي الإجمالي (تعادل القوة الشرائية) بليون دولار |                           | 162.98 مليون                   |
| الناتج المحلي الإجمالي الاسمي للفرد دولار أمريكي          |                           | 9.83 ألف                       |
| الناتج المحلي الإجمالي للفرد دولار أمريكي                 | 3.91 ألف                  |                                |
| مؤشر التنمية البشرية                                      | 0.506                     |                                |
| رمز المكالمات الدولي                                      | +222                      | +674                           |
| رمز الإنترنت                                              | .mr                       | .nr                            |
| المنطقة الزمنية                                           | 00                        | ت ع م+12:00                    |

## منظمات دولية مشتركة
يشترك البلدان في عضوية مجموعة من المنظمات الدولية، منها:
| علم المنظمة | اسم المنظمة                                 | تاريخ انضمام موريتانيا | تاريخ انضمام ناورو |
| ----------- | ------------------------------------------- | ---------------------- | ------------------ |
|             | مجموعة دول أفريقيا والكاريبي والمحيط الهادئ | ?                      | ?                  |
|             | منظمة الشرطة الجنائية الدولية               | ?                      | ?                  |
|             | يونسكو                                      | 10 يناير 1962          | 17 أكتوبر 1996     |
|             | منظمة حظر الأسلحة الكيميائية                | ?                      | ?                  |
|             | الاتحاد البريدي العالمي                     | ?                      | ?                  |
|             | الأمم المتحدة                               | 27 أكتوبر 1961         | 14 سبتمبر 1999     |
|             | الاتحاد الدولي للاتصالات                    | 18 أبريل 1962          | 10 يونيو 1969      |